# Shaowa
Shaowa är en etnisk minoritetssocken för monguorfolket i nordvästra Kina. Den ligger i Jonê härad i den autonoma prefekturen Gannan för tibetaner i provinsen Gansu, omkring 120 kilometer söder om provinshuvudstaden Lanzhou. Antalet invånare är 1 808. Befolkningen består av 880 kvinnor och 928 män. Barn under 15 år utgör 22,0 %, vuxna 15-64 år 71 %, och äldre över 65 år 6,0 %.